# Lateralus (chanson)
Lateralus est une chanson du groupe américain de métal progressif Tool. La chanson est le troisième single et titre de leur troisième album studio, Lateralus.

## Contexte
La chanson est connue pour ses mesures et sa prosodie assez particulières. Les mesures du refrain de la chanson passent de 9/8 à 8/8 puis 7/8. Comme le dit le batteur Danny Carey : "Il s’agissait à l’origine du titre 9-8-7. En référence aux mesures. Or il s’est avéré que 987 était le 16e numéro de la suite de Fibonacci. Donc c'était chouette."

## Interprétation
Dans une interview accordée en 2001, le chanteur Maynard James Keenan commente le sens des paroles et les allusions au noir, blanc, rouge et jaune : « J'utilise les motifs narratifs des autochtones d'Amérique du Nord et les motifs ou couleurs qui reviennent régulièrement dans les récits oraux transmis de génération en génération. Le noir, blanc, rouge et jaune ont une grande importance dans les récits autochtones de la Création. » La chanson pourrait également faire allusion à l'ordre des couleurs observées sous l'influence du LSD. Alex Gray (l'artiste visionnaire qui a réalisé la pochette de l'album pour Lateralus) a déclaré que, lorsqu'il fermait les yeux durant un voyage sous LSD, il voyait une spirale noire et blanche, qu'il tenta de réitérer l'expérience la spirale était devenue rouge et jaune.
Le passage "As below so above and beyond, I imagine" ("Comme ci-dessous, au-dessus et au-delà, j'imagine") est une citation de l'un des sept aphorismes du Summum et également une référence directe à l'Hermétisme et à la Table d'émeraude.

## Inspiration mathématique
En juillet 2017, Joe Rogan, un ami de Maynard, décrit son processus d'écriture dans un podcast. « Il a écrit une chanson d'après la suite de Fibonacci. La suite de Fibonacci est une suite mathématique. Elle commence par 1, le nombre suivant est 1 et le nombre suivant étant 2, crée le 2 + 1 qui est 3, en continuant dans cette progression mathématique. C'est ainsi qu'ils ont trouvé la progression harmonique. C'est parti de la suite de Fibonacci. » Les syllabes chantées par Maynard dans le premier vers suivent les six premiers chiffres du motif, croissant et décroissant, dans l'ordre 1-1-2-3-5-8-5-3.
"Black (1), then (1), white are (2), all I see (3), in my infancy (5). Red and yellow then came to be (8), reaching out to me (5). Lets me see (3)."
Dans le vers suivant, Maynard commence par le septième numéro de la suite de Fibonacci (13), impliquant un couplet manquant entre les deux. Il redescend avec le motif suivant; 13-8-5-3.
"As below so above and beyond I imagine (13). Drawn beyond the lines of reason (8). Push the envelope (5). Watch it bend (3)."
Le deuxième vers ajoute la ligne manquante pour compléter la séquence:
"There is (2), so (1), much (1), more and (2), beckons me (3), to look through to these (5), infinite possibilities (8)."
1-1-2-3-5-8-5-3- 2-1-1-2-3-5-8 -13-8-5-3.

## Accueil
Loudwire a classé "Lateralus" premier des 50 meilleurs morceaux de métal du XXIe siècle.

## Classements
| Chart (2001–02)                | Meilleur classement |
| ------------------------------ | ------------------- |
| États-Unis (Alternative Songs) | 18                  |
| États-Unis (Mainstream Rock)   | 14                  |